# BRAVE NEW WORLD/ブレイブ・ニュー・ワールド
『BRAVE NEW WORLD/ブレイブ・ニュー・ワールド』（Brave New World）は、オルダス・ハクスリー著の古典『すばらしい新世界』に基づくアメリカ合衆国のSFドラマシリーズである。2020年7月15日に、NBCユニバーサルのストリーミング サービスであるPeacockで配信開始された。2020年10月、シリーズは打ち切られた。

## 概要
シリーズは、一夫一妻制、プライバシー、金、家族、そして歴史を否定することで平和と安定をえたユートピア社会を舞台とする。原作から追加された設定として、「インドラ」と呼ばれるAIが人々を無線ネットワークで接続する。
日本ではスター・チャンネルおよびHuluで公開された。

## あらすじ
一夫一妻制、家族、そしてプライバシーを否定することで平和で安定した社会を保つニュー・ロンドンでは、人工的に孵化された市民がA(アルファ)からE(エプシロン)まで階級化され各々の分を守るよう条件付けされる。レンズ状の眼球インターフェース(OI)によりAI「インドラ」に接続されて市民は他人のすべての体験を共有し、錠剤「ソーマ」による幸福感のもとで暮らす。反社会的とされた市民は再教育あるいは追放の対象となる。一方で、市民たちが自分たちの社会の価値を認識するために、ニュー・ロンドンとは正反対の野蛮なテーマパーク「サヴェッジ・ランド」がもうけられ、そこに住む人々はサヴェッジと呼ばれる。物語はニュー・ロンドンのA+の市民で安定局のカウンセラーのバーナード・マルクス、B+の孵化センター技術者のレーニナ・クラウン、そしてサヴェッジのジョンを中心に描かれる。
ニュー・ロンドンの社会への不適合の兆しを示したバーナードとレーニナは二人でサヴェッジ・ランドへの観光に行くも反乱に巻き込まれ、サヴェッジの男ジョンに助けられてニュー・ロンドンに連れ帰る。実は市民の子でありAとして登録されていたジョンは、その野蛮性と異質性がニュー・ロンドン市民を魅惑して影響を広げる。インドラはかつてニュー・ロンドンを建設した10人の統制官の想定を超えて支配を強める。ジョンとレーニナは互いを愛し始めるも、レーニナは一夫一妻的な特定の関係がインドラに見つかり処罰されることを恐れて隠す。バーナードは二人の関係を知り、社会に混乱をもたらすジョンの追放を図るも、ジョンに影響を受けた下層階級エプシロンが反乱を始めてジョンを守り、ソーマの工場を破壊し、上層階級の殺戮を始める。統制官のうち一人だけ目覚めているムスタファ・モンドはインドラと他の眠る統制官たちとの接続を切り、エプシロンたちは殺戮を止める。モンドはレーニナを新たな安定局局長とし、インドラなしでの社会の再建を託す。バーナードはインドラをサヴェッジ・ランドの反乱指導者に贈る。

## キャスト
※括弧内は日本語吹替
- ジョン: オールデン・エアエンライク（細谷佳正[7]） - サヴェッジ・ランドの裏方で働く男[8]。
- レーニナ・クラウン: ジェシカ・ブラウン・フィンドレイ（うえだ星子[7]） - B+(ベータ・プラス)であるニュー・ロンドンの市民。孵化センターの技術者。バーナードの患者[9]。
- バーナード・マルクス: ハリー・ロイド（烏丸祐一[7]） - A+(アルファ・プラス)の安定局のカウンセラー[10]。
- フラニー・クラウン: カイリー・バンバリー（英語版）（弘松芹香[11]） - レーニナの友人のB+。
- ムスタファ・モンド / ジェーン: ニーナ・ソサーニャ（英語版）（五十嵐麗[12]） - ニュー・ロンドンの統制官。
- Cジャック60 / エリオット: ジョセフ・モーガン[13]（小林親弘[14]） - 下層階級E(エプシロン)の清掃員。
- ヘンリー・フォスター: セン・ミツジ（石井マーク[15]） - レーニナの付き合うA+、安定局局員。
- ウィルヘルミナ・“ヘルム”・ワトソン: ハナ・ジョン＝カーメン（種市桃子[7]） - 体験映画「プレジャー・ボム」の監督のA+、空想家。
- リンダ: デミ・ムーア（高島雅羅[7]） - ジョンの母親。
- 若いころのジョン: Jimmy Winch
- 安定局局長: エド・ストッパード（英語版）（中野泰佑[15]） - バーナードの上司。

## エピソード
| 通算 話数 | タイトル                                                         | 監督                 | Teleplay by                                               | 公開日        |
| --- | ---------------------------------------------------------------- | -------------------- | --------------------------------------------------------- | ------------- |
| 1 | "ニュー・ロンドンへようこそ" "Pilot"                             | オーウェン・ハリス   | グラント・モリソン & Brian Taylor &デヴィッド・ウィーナー | 2020年7月15日 |
| B+(ベータ・プラス)のレニーナ・クラウンは、ヘンリー・フォスターとの継続的な情交は一夫一妻制に近似で反社会的であると、上層階級A+(アルファ・プラス)でカウンセラーのバーナード・マックスに指摘される。バーナードは最下層階級E(エプシロン)の一人が自殺した事件を調べ、人々を幸せにするはずの「ソーマ」錠剤が必ずしもすべての苦痛に効いていないと疑い始める。衝動的に眼球インターフェース(OI)を外して「インドラ」との接続を切って見とがめられる。テーマパーク「サヴェッジ・ランド」の裏方として働くジョンは、マディソンという名の女から弾丸を与えられる。 |                                                                  |                      |                                                           |               |
| 2 | "欲望と罰" "Want and Consequence"                                | オーウェン・ハリス   | デヴィッド・ウィーナー                                    | 2020年7月15日 |
| バーナードは上司の局長にサヴェッジ・ランドでの休暇を命じられ、レーニナを伴う。二人は親密さを増してバスツアーでサヴェッジ・ランドを巡り、「一夫一妻の館」でのマディソンの結婚式で乱射事件のショーを見る。なぜか実弾が用いられて大勢が死に、バーナードも肩を撃たれて負傷する。レーニナはバーナードを連れて反乱から逃げ、隠れているところをジョンに見つけられる。 |                                                                  |                      |                                                           |               |
| 3 | "今は誰もが幸せ!" "Everybody Happy Now!"                         | Craig Zisk           | Molly Nussbaum                                            | 2020年7月15日 |
| ジョンはバーナードとレーニナを家に連れて行って匿い、母リンダとともにバーナードの傷の手当てをする。ニュー・ロンドン市民を敵視して殺そうとする反乱がおき、その一員のマディソンが怪しんで探しに来るもリンダに殺される。かつてB+のニュー・ロンドン市民であったリンダは4人でサヴェッジ・ランドから逃げようとし、空港を守るバリアのところで息子のを守り撃たれて死ぬ。3人はニュー・ロンドンに着く。バーナードはサヴェッジ・ランドのことをあまり覚えていないが、レーニナはサヴェッジ・ランドでの経験を忘れられず、ソーマを飲むことを躊躇する。母の死に怒るジョンは監禁される。 |                                                                  |                      |                                                           |               |
| 4 | "鵜呑み" "Swallow"                                               | Craig Zisk           | Allison Miller                                            | 2020年7月15日 |
| バーナードは解放されたジョンをニュー・ロンドンに馴染ませる案内役となる。バーナードはジョンが既にA階級の市民として登録されていると知り、さらにジョンのための眼球インターフェース(OI)のデータが局長のものと類似であることを突き止める。ジョンはOI装着を拒否してエプシロンたちに紛れ、かつて自殺現場でバーナードに会った「Cジャック60」に会う。局長はOIを外してオフラインとなり、密かにジョンに会いサヴェッジ・ランドに戻そうとする。ジョンは局長がかつてサヴェッジ・ランドの監督官であり、自分の父親であることを知るも、誤って崖から突き落としてしまう。レーニナはサヴェッジ・ランドの経験を忘れられず、元の生活に戻ろうと苦労する。ヘンリーのもとに行き、激しい情事を交わす。バーナードは局長が転落死し、重要な出来事が始まろうとしていると伝えられる。 |                                                                  |                      |                                                           |               |
| 5 | "ファイア・フォール" "Firefall"                                  | Aoife McArdle        | Nina Braddock                                             | 2020年7月15日 |
| レーニナはA+であるヘンリーに立ち向かうも条件付けにより抑圧される。友人のフラニーとの間には緊張が高まる。ジョンはニュー・ロンドンに興味を示さず、統制官のモンドはインドラが介入することになるとバーナードに警告する。ジョンは観察に来たレーニナを見かけた後に外出し、バーナードの友人の空想家で体験映画監督のヘルム・ワトソンのもとに行き、彼女の取り巻き達と会話をしてその心をかき乱す。ジョンはヘルムのパーティーに出て、「物語」の概念をヘルムに紹介する。局長の後任はヘンリーとなる。ジョンはバーナードがヘンリーを殴るよう仕向ける。出席者たちは暴力の発現に興奮し、清掃員のCジャック60もこれを目撃する。 |                                                                  |                      |                                                           |               |
| 6 | "土にまみれて" "In the Dirt"                                     | Aoife McArdle        | Elaina Perpelitt                                          | 2020年7月15日 |
| ジョンの語る暴力と愛の物語は人気を集めてトレンドとなり、ジョンは多くの女性と寝て、それを多くの市民がOIを通じて見る。それに倦んだジョンはレーニナと出くわし、彼女の条件付けを破ってエプシロン階級の専用列車に乗る。レーニナはOIを外す。二人は列車で郊外に出て一夜を過ごす。ジョンの人気に嫉妬したバーナードは、ヘンリーの就任式でサヴェッジ・ランドでの体験を語り続けて顰蹙を買う。戻って来たジョンに殴りかかって乱闘になり、それをガンマの召使ゲーリーのOIが中継してヘルムら大勢が見る。統制官モンドはジョンが平和を乱すこととインドラの過剰な干渉に不安を抱き、仮想現実のエリオットに相談する。エリオットはかつてジェーンと呼ばれたモンドとともにインドラを開発し、終末を迎えた世界を作り直させた10人の一人であり、Cジャック60は彼のクローンであることが分かる。モンドだけは覚醒しているが、エリオットを含む残りの9人は人口睡眠状態にある。インドラは、モンドを洪水で殺そうとする。 |                                                                  |                      |                                                           |               |
| 7 | "一夫一婦的関係と無益性 パート1" "Monogamy and Futility, Part 1" | アンドリー・パレーク | Coleman Herbert                                           | 2020年7月15日 |
| ジョンとレーニナは関係を深め、ジョンは愛を告白する。だがレーニナはベータの義務として、アルファがベータをかくれんぼで捕まえセックスをするゲームに参加する義務を負う。ジョンはレーニナに他の男とのセックスを絶つよう求めるが、レーニナは二人の特定の関係をインドラに知られれば処罰されると恐れる。サヴェッジのデートの概念に好奇心を抱いたバーナードはレーニナをデートに連れ出すもキスを拒否され、ジョンとの特定の関係を疑う。不満を抱えたジョンは、エプシロンの集まる場所に行ってグラスを床に叩きつけて割る。Cジャック60を皮切りに他のエプシロンもジョンをまねる。洪水を生き延びたモンドは古い建物に行って答えを探す。インドラがホログラムの姿で現れ、人間を永遠に幸福にする解決策は破滅だと答える。 |                                                                  |                      |                                                           |               |
| 8 | "一夫一婦的関係と無益性 パート2" "Monogamy and Futility, Part 2" | アンドリー・パレーク | Vivian Huang & Jean Pesce                                 | 2020年7月15日 |
| ジョンは初めてOIを装着してヘルムを訪ね、自分の記憶にアクセスさせる。ジョンはレーニナが他の男と寝た場面をOIを通じて体験し苦しむ。バーナードはガンマの召使ゲーリーを脅して、ジョンとレーニナの特定の関係を告白させる。バーナードはジョンは危険であり追放すべきだとヘンリーに求めるが、人々の気を散らすためにジョンが必要であると拒否される。バーナードはヘルムからOIを奪い、局長がジョンに突き落とされた場面の記憶を人々に公開する。エプシロンに命じてジョンを拘束しようとするも、エプシロンたちは反抗してジョンを守り、のちにヘンリーを殺す。インドラは、ジョンは自分の計画の駒であるとモンドに語るが、モンドはインドラがジョンをコントロールできないと知る。 |                                                                  |                      |                                                           |               |
| 9 | "Soma Red"                                                       | エレン・クラス       | グラント・モリソン                                        | 2020年7月15日 |
| ヘンリーがエプシロンたちに殺されたためにバーナードが局長になる。エプシロンたちはジョンに反乱の指導者になることを求め、ジョンに従ってソーマを捨てる。ジョンとエプシロンたちはソーマの工場を破壊する。レーニナはOIを捨て、ヘンリーの呼び出しにも応じず、ニュー・ロンドンを出ようとする。再教育を受けたフラニーがレーニナを捕らえる。インドラの機能には不調が生じ、ソーマが不足して市民の間に混乱が広がる。エプシロンたちは上層階級の殺戮を始める。ジョンは殺戮を見逃されたヘンリーとレーニナに再会する。モンドはエリオットのクローンであるCジャック60の助けを借り、眠る統率者たちとインドラの接続を切り、殺戮は止まる。バーナードは草原で箱と共に目覚め、ヘルムに会う。二人はサヴェッジ・ランドに行ってインドラの入る箱を反乱の指導者に贈る。モンドはレーニナを局長にし、インドラはどこかで子供のように感情を初めて体験しているはずだと言う。ジョンは廃墟の中で一人暮らす。            |                                                                  |                      |                                                           |               |

## 製作
2015年、SyFyはDarryl FrankとJustin Falveyにシリーズを製作させることを発表した。2016年、脚本家のLes Bohem、グラント・モリソン、そしてBrian Taylorが参加した。2019年2月13日、シリーズはUSA Networkに移動し、デヴィッド・ウィーナーがBohemに代わり、オーウェン・ハリスがパイロットの監督となった。
2019年4月、エアエンライクがサヴェッジのジョン役に選ばれた。同月、ロイドがバーナード・マルクス役となった。2019年5月、フィンレイがレーニナ・クラウン役となった。同年6月、 Kylie Bunbury、ジョン＝カーメン， Sen Mitsuji, モーガンらが配役された。同年9月17日、シリーズはPeacockに移動した。シリーズは2020年7月15日に配信開始された。
「サヴェッジ・ランド」のシーンはイギリスのケント州で撮影された。
2020年10月28日、Peacockはシリーズを打ち切った

## 公開
Brave New World premiered on July 15, 2020, on Peacock in the United States, and Sky One in the UK on October 2, 2020. Internationally, the series was originally scheduled to premiere on Amazon Prime Video in Oceania and New Zealand on August 21, but the series was instead released on September 18, 2020. In Canada, the series was released on Showcase on September 13, 2020.
In Russia, the series was released on July 16, 2020, on the streaming service KinoPoisk HD. In Germany, the series was released on the streaming service TVNOW at the end of September 2020. In Australia, the series was released on the streaming service Stan on October 16, 2020. In Spain and Europe, the series was released on the streaming service Starzplay on October 4, 2020.